# La Cabrera (Madrid)
La Cabrera es un municipio y localidad española de la Comunidad de Madrid. Ubicado en el norte de la comunidad autónoma, al sur de la sierra homónima, el término municipal cuenta con una población de 2922 habitantes (INE 2024).

## Geografía
El municipio de La Cabrera se encuentra ubicado en la comarca de la Sierra Norte de Madrid, a unos 56 km de Madrid. Limita al norte con Lozoyuela-Navas-Sieteiglesias, al este con El Berrueco, al sur con Cabanillas de la Sierra, Redueña y Torrelaguna, y al oeste con Valdemanco.
Por el municipio pasa la antigua N-1, carretera radial que une Madrid con Irún y Francia y que fue desdoblada en la A-1, actual ruta europea E05.
La orografía caracteriza a este municipio, con especial significación de la sierra de La Cabrera, que se establece como límite natural al norte. Esta Sierra la abriga en su mayor parte al municipio de La Cabrera, aunque también alcanza a los municipios de Valdemanco y Lozoyuela. El núcleo urbano se sitúa en la parte más oriental de la sierra de La Cabrera con una altitud sobre el nivel del mar de unos 1038 m. Un macizo granítico de origen paleozoico configura un escenario berroqueño de rocas de granito y granodiorita. En su medio físico destacan especialmente las cumbres de Cancho Gordo (1564 m), Pico del Miel (1392 m) y el Cerro de La Cabeza (1247 m); así como sus arroyos y fuentes, entre los que destaca el arroyo del Alfrecho que vierte sus aguas al río Jarama. 
Entre su flora predominan árboles y matorrales de la ladera sur de la sierra, como jarales, melojos, encinas, chopos o sauces.

## Historia
Hacia mediados del siglo XIX, el lugar tenía contabilizada una población de 280 habitantes. La localidad aparece descrita en el quinto volumen del Diccionario geográfico-estadístico-histórico de España y sus posesiones de Ultramar de Pascual Madoz de la siguiente manera:

CABRERA (la) : v. con ayunt. de la prov., aud. terr. y c. g. de Madrid (10 leg.), part. jud. de Buitrago (3)., dióc. de Toledo (25): sit. en la falda de un cerro llamado Pico de la miel, la combaten en general los vientos N. y su clima frio, es propenso á tercianas: tiene 160 casas contando con algunos pajares, una escuela de instruccion primaria comun á ambos sexos á la que concurren 34 niños y 26 niñas á cargo de un maestro dotado con 600 rs. y una igl. parr. (La Concepcion) servida por un párroco cuyo curato es de entrada y se provee en concurso general; tiene un anejo en el Berrueco. En cada estremo del pueblo hay una fuente de buen agua, y el cementerio se halla en parage que no ofende la salud pública: confina el térm. N.Lazoya; E. Berrueco; S. Caballeros y O. Valdemanco; se estiende una leg. en todas direcciones; se encuentra á 1/4 de hora el monasterio de la Cabrera, del cual solo existen las paredes y la huerta, que es admirable por su situacion hay varias fuentecillas que se desprenden del dicho cerro ó Pico de la miel, cuyas aguas riegan algunas huertas , un portazgo en la carretera de Madrid A Burgos y algunas minas de plomo y alcohol. El terreno es arenoso y flojo; hay 2 prados de monte de mata baja, llamados el Nuevo y el Grande; una deh. y varios prados naturales que crian solo heno. caminos: los de pueblo á pueblo y la carretera ya mencionada de Madrid á Burgos. El correo se recibe de Torrelaguna. prod.: centeno, trigo, judias, patatas, lino, algarrobas y legumbres, su mayor cosecha centeno; mantiene ganado lanar, cabrio, vacuno y de cerda, cria caza de conejos y perdices. ind. y comercio agricultura, una fáb. de carbon y una feria el 13 de junio, que se reduce á tiendas de quincalla ordinaria, confiterias y comestibles. pobl.: 70 vec., 280 alm. cap. prod. 1.331,940 rs. imp.: 77,477. contr. segun el cálculo general y oficial de la prov., 965 por 100.
(Madoz, 1846, p. 58)

## Demografía

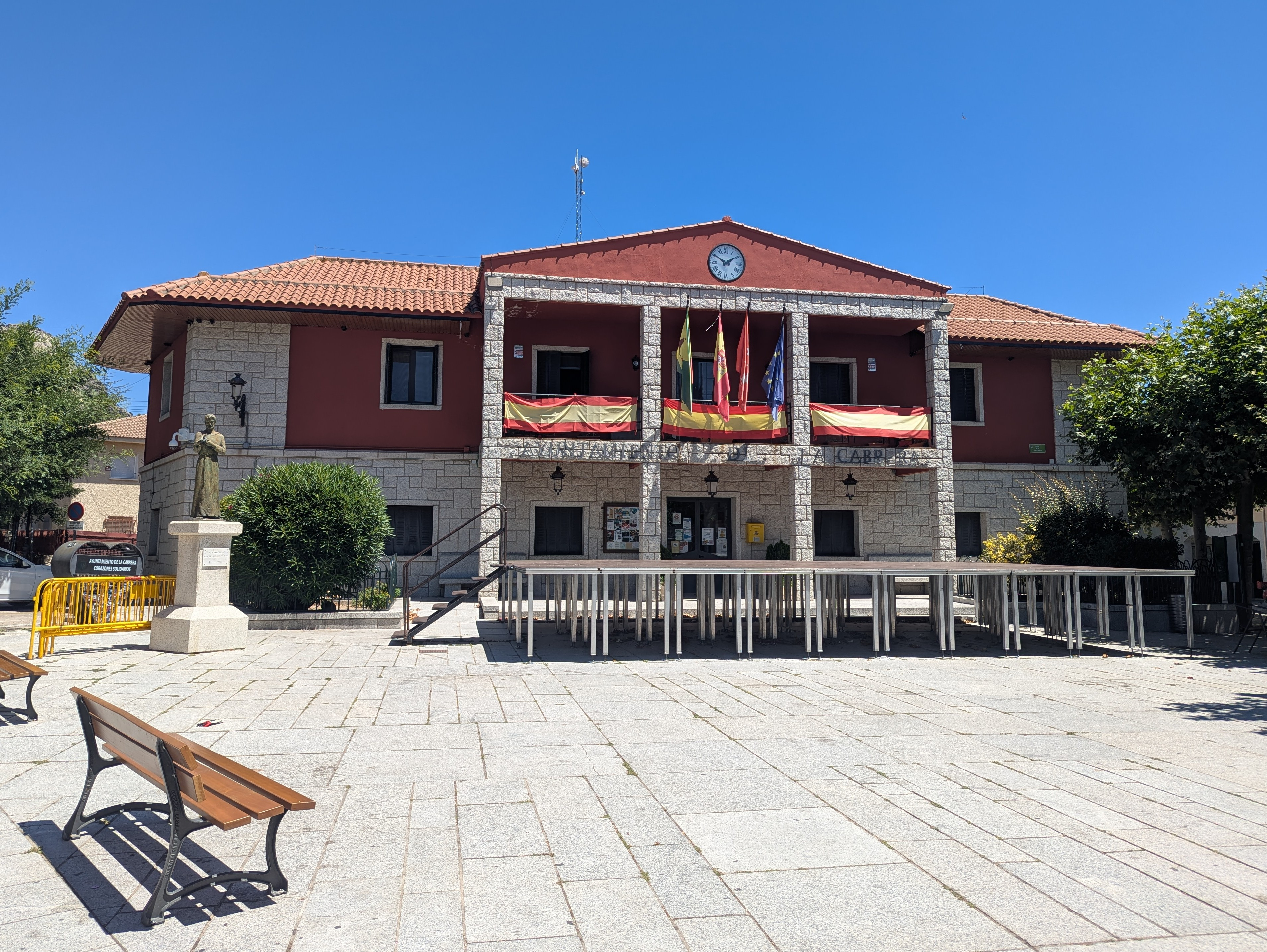
Casa consistorial

Cuenta con una población de 2922 habitantes (INE 2024).
| Gráfica de evolución demográfica de La Cabrera entre 1842 y 2021                                                      |
| |
| Población de derecho según los censos de población del INE. Población de hecho según los censos de población del INE. |

## Transporte público
Por La Cabrera pasan 8 líneas de autobús, seis de ellas comienzan su recorrido en el intercambiador de Plaza de Castilla. Siete líneas están operadas por la empresa ALSA y la otra por Interbús. Estas líneas son:
| Línea | Recorrido                                                                                    |
| ----- | -------------------------------------------------------------------------------------------- |
| 191   | Madrid (Plaza de Castilla) - Buitrago del Lozoya                                             |
| 193   | Madrid (Plaza de Castilla) - Pedrezuela - El Vellón - La Cabrera                             |
| 194   | Madrid (Plaza de Castilla) - Rascafría                                                       |
| 195   | Madrid (Plaza de Castilla) - Braojos                                                         |
| 196   | Madrid (Plaza de Castilla) - La Acebeda                                                      |
| 197B  | Torrelaguna - El Berrueco - La Cabrera - Valdemanco                                          |
| 197C  | Torrelaguna - Venturada - Cabanillas de la Sierra - La Cabrera - Valdemanco                  |
| 725   | Madrid (Plaza de Castilla) - Miraflores de la Sierra - Bustarviejo - Valdemanco - La Cabrera |

## Patrimonio
- Potro de herrar: ubicado en la calle Carlos Jiménez Díaz, es propiedad del Ayuntamiento de La Cabrera. Se usaba para inmovilizar caballerías al herrarlas o realizarles curas con comodidad y sin riesgos.
- Tumba del moro: una pequeña necrópolis visigótica vinculada a un asentamiento del siglo VII. Contiene diez sepulturas, nueve de ellas fosas simples y otra de perfil antropomorfo.
- Convento de San Antonio: edificio románico ubicado en la falda del Cancho Gordo, a unos 2 km del casco urbano. Varias rutas naturalistas pasan a sus pies.
- Iglesia Parroquial de la Inmaculada Concepción: se encuentra dentro del régimen de protección previsto para los bienes susceptibles de ser incluidos en el Inventario de Bienes Culturales de Madrid, de acuerdo con lo especificado en el apartado a/ de la Disposición Adicional Segunda de la Ley 16/1985, de 25 de junio de Patrimonio Histórico Español.[3] Ubicada en la céntrica plaza de la Concordia, dispone de una nave central, una sacristía, y una torre campanario con reloj. Alberga imágenes de la Purísima Concepción, San Antonio y San Lucas. En el altar mayor se encuentra un Cristo y una imagen de Nuestra Señora del Carmen. La nave principal hasta el arco de piedra data del siglo XVI, el presbiterio del siglo XVIII y la sacristía de la época de la posguerra. Está levantada íntegramente en granito de la zona y guarda similitud con otras iglesias de la Sierra Norte.
- Entre las cumbres del Cancho de la Cabeza, se encuentran los restos del Castro de la Cabeza, que se extiende cuesta abajo, a través de terrazas. Era un poblado ibérico-carpetano.
- El jardín botánico Villa San Roque, donde se muestra la vegetación típica de la zona y se ayuda a conocer la flora y la fauna asociada.